# Yan' Dargent
Yan' Dargent, pseudonyme de Jean-Édouard Dargent, né le 15 octobre 1824 à Saint-Servais et mort le 19 novembre 1899 à Paris, est un peintre et illustrateur français.
La majeure partie de son œuvre picturale est consacrée à sa région natale, la Bretagne.

## Biographie

### Les jeunes années
Son père, Claude Dargent, émigré lorrain, est tanneur, sa mère, Marguerite Perrine Clémentine Robée, fille de Pierre Robée aubergiste, tenait également le relais de poste et le débit de tabac. Il devint maire[Où ?] à la monarchie de Juillet. Yan' Dargent a deux ans quand sa mère meurt. Son père se remarie à Saint-Pol-de-Léon, et l'enfant est élevé par ses grands-parents. Pierre Robée, grand-père maternel, ancien marin, le confie à l'un de ses oncles, Thomas, vieux chouan, instituteur à Plouaret, où il aura comme condisciple François-Marie Luzel, poète, folkloriste, puis archiviste, qui restera son ami.
Il est d'abord élève au collège Saint-Joseph de Landerneau, puis en 1836 à l'institution Notre-Dame du Kreizker de Saint-Pol-de-Léon, où il fait des études médiocres, avant de rejoindre son père à Landerneau.
Son grand-père voulait en faire un marin, mais Yan' Dargent préférait les mathématiques et le dessin.
En 1840, d'abord dessinateur à Brest dans l'entreprise de travaux publics Déniel, il entre après examen dans l'administration des ponts et chaussées, puis passe à la Compagnie des chemins de fer de l'Ouest qui doit construire la ligne de chemins de fer entre Morlaix et Brest, où il est chargé de faire des relevés topographiques.
En 1846, alors inspecteur des travaux à la construction de chemin de fer de Montereau, sa rencontre avec Jules-Nicolas Schitz, professeur de dessin du lycée de Troyes, qui l'engage à développer ses talents, sera déterminante.
Considéré comme autodidacte, il n'a jamais fait partie d'une « école », ce qui a pu nuire à sa carrière.

### Le peintre et l'illustrateur

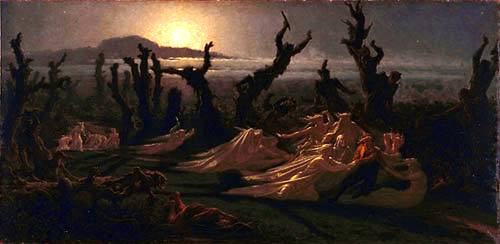
Les Lavandières de la nuit (1861), huile sur toile,, musée des Beaux-Arts de Quimper.

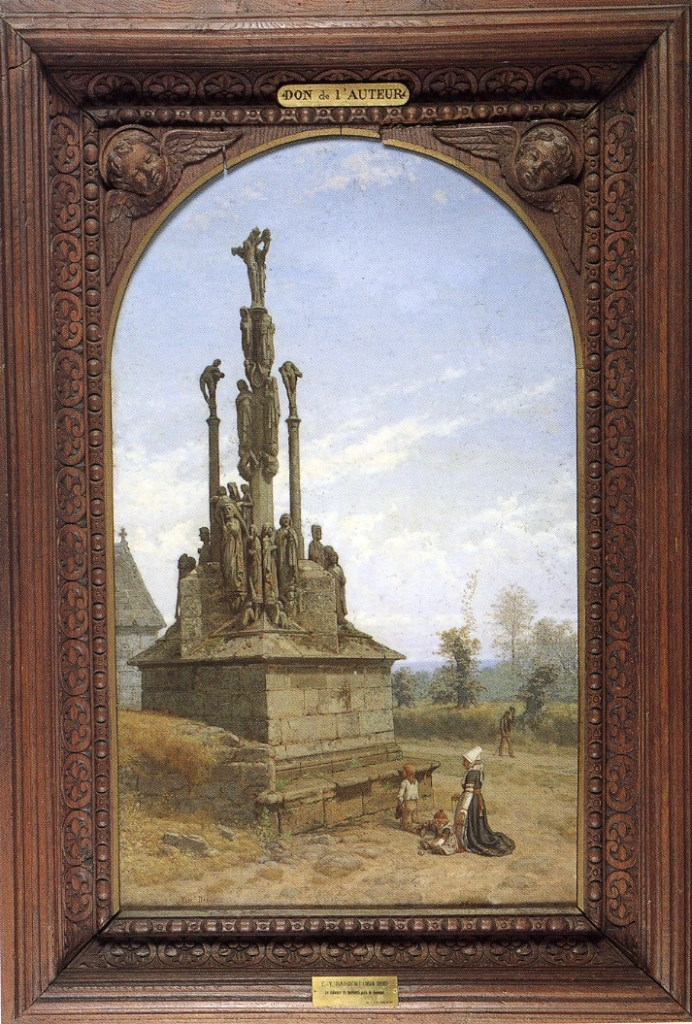
Ancien calvaire de Killinen, près de Quimper (1893), huile sur toile, musée des Beaux-Arts de Quimper.

En 1849, sa compagne, Aimée Louise Eulalie Crignou (ou Gignon), donne naissance à un fils, Ernest, que Yan' Dargent ne reconnaîtra qu'à la mort d'Aimée, en 1861.
En 1850, alors qu'il est pressenti par sa compagnie des chemins de fer pour la réalisation d'un chantier en Espagne et, sur les instances réitérées du fils de l'éditeur Furne qui avait deviné ses talents, il donne sa démission pour se consacrer à son art d'illustrateur et s'installe à Paris. Pendant dix ans, il poursuit sa production artistique et expose tous les ans, sans succès, au Salon de Paris, à partir de 1851.
En 1861, aux côtés d'Évariste-Vital Luminais, Adolphe Leleux, Charles Fortin, Jules Noël, Octave Penguilly L'Haridon, il présente quatre tableaux (Les Lavandières de la nuit (ballade bretonne), Souvenir de collège, Les Pilleurs de Mer à Guissény, Pâtres des plaines de Kerlouan), ce que Maxime Du Camp, comme beaucoup d'autres, fait remarquer ironiquement : « Il y a à l'exposition une armée de Bretons qui bretonnent à qui mieux mieux ». Au contraire, Théophile Gautier fait l'éloge des Lavandières de la nuit (musée des Beaux-Arts de Quimper). Sa renommée est faite.
À ce succès sans suite, il trouve, comme son ami et rival Gustave Doré, dans l'illustration de livres — au total environ 200 —, une rémunération plus régulière que la vente de ses toiles.
Il est aussi un illustrateur très fécond, pour des revues telles que le Magasin pittoresque, le Musée des familles, La vie à la campagne, ou La France illustrée.
Près de Saint-Pol-de-Léon, à Créac'h-André, il fait construire une villa à l'endroit même où écolier à Saint-Pol, il venait en promenade le jeudi et le dimanche.
Le 3 juillet 1867, il épouse Eugénie Antoinette Stéphanie Mathieu, musicienne, fille du peintre Eugène Mathieu et directeur de la publication La France illustrée. De 1869 à 1878, il est chargé par le clergé de la décoration de plusieurs églises : Saint-Servais, Landerneau, Morlaix, Ploudalmézeau et surtout la cathédrale Saint-Corentin de Quimper dont il réalise l'ornementation de toutes les chapelles latérales, ce qui lui prendra sept ans.
Son œuvre est inégale, il connaît une période académique, mais il a aussi réalisé, en dehors des Lavandières de la nuit, son œuvre la plus célèbre, des peintures comme La Petite Roscovite (mairie de Saint-Pol-de-Léon). Il a également peint des couchers de soleil sur les grèves de Roscoff, ainsi que des tableaux sur les paysages du Léon.
Par décret du 8 février 1877, il est nommé chevalier de la Légion d'honneur.
En décembre 1885, à la mort d'Eugénie Mathieu, il se fixe définitivement à Créac'h-André.
Lors de la création de l'Union régionaliste bretonne en 1898, il accepte d'être le premier président de la section des Beaux-Arts.
À la fin de sa vie, en proie à des difficultés financières, il sera accueilli par son fils.
Il meurt le 19 novembre 1899 à Paris, probablement d'une embolie pulmonaire, et est enterré à Saint-Servais.

### Postérité

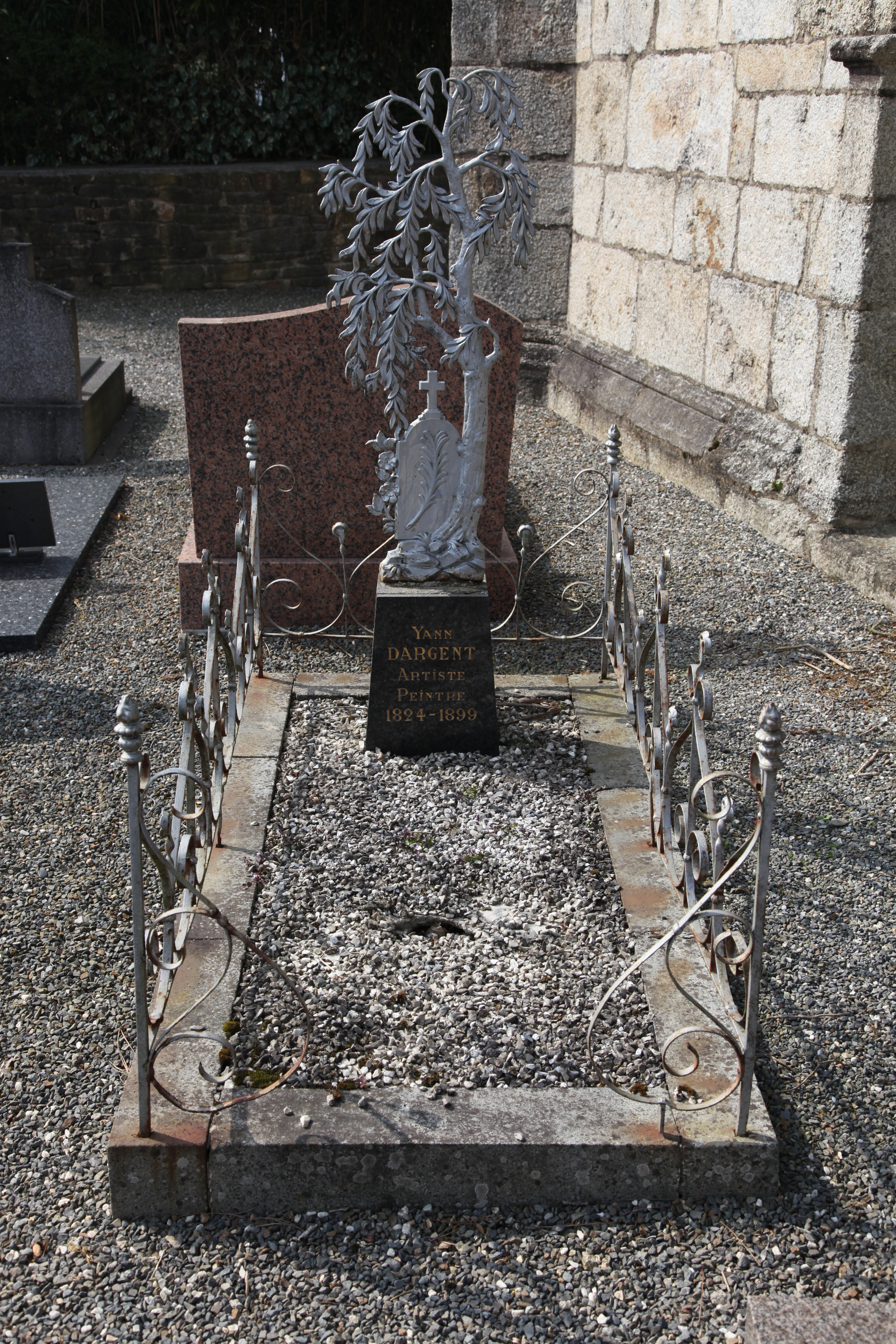
Tombe de Yan' Dargent à Saint-Servais.

Avant sa mort, il avait demandé à être enterré à Saint-Servais, et que sa tête soit déposée dans l'ossuaire qu'il avait décoré, à côté des ossements de sa mère et de ses grands-parents, selon la pratique de l'époque. Un délai de cinq ans étant nécessaire pour les descendants, c'est le 8 octobre 1907 que son fils, Ernest Yan' Dargent, muni de l'approbation de l'évêque de Quimper et de Léon, fait ouvrir le cercueil afin de procéder à la décollation. Mais après huit ans, le corps est encore en bon état de conservation, et l'abbé Guivarc'h est obligé de trancher lui-même la tête. La belle-famille, celle issue du second mariage de Claude Dargent, intente un procès, qui durera six mois, à Ernest et à l'abbé pour violation de sépulture, et abus de pouvoir de la part du fils, légataire universel. Le 26 juin, le tribunal correctionnel de Morlaix prononce l'acquittement, mais Ernest meurt quatre jours plus tard, sous le coup de l'émotion.
Le dernier décollement de chef connu en Bretagne fut celui du peintre Yan' Dargent réalisé selon sa volonté dans le cimetière de Saint-Servais en 1907 :

« La tombe fut ouverte, le cercueil descellé et, sur le vœu du fils du défunt, M. le recteur de la paroisse prit avec respect la tête du mort, la sépara sans grande difficulté du tronc, et la remit dans une petite châsse en zinc près du chef de sa mère. C'était le matin. Dans l'après-midi, toute la paroisse, fière de son peintre, assista à la funèbre cérémonie. Les écoles eurent congé, les autorités portèrent les glorieux restes jusqu'à la chapelle. »

Le chef de Yan' Dargent est toujours enfermé dans un reliquaire en zinc, à droite de l'autel de l'ossuaire.
Un musée lui est consacré dans sa ville natale de Saint-Servais.
De nombreux dessins du peintre sont conservés au musée départemental breton de Quimper (études préparatoires pour les peintures murales de la cathédrale de Quimper ; décors de céramiques). Le musée conserve également deux grands plats décorés par Yan' Dargent, exécutés à Quimper.
Il y a quelques années[Quand ?], toutes les peintures murales de la cathédrale de Quimper, réalisées par Yan' Dargent ont été restaurées. Cela a permis à ce peintre oublié de sortir de l'anonymat. Une étudiante[Laquelle ?] de l'université de Brest lui a consacré sa thèse.
De nombreuses rues portent son nom en Bretagne.

## Œuvre

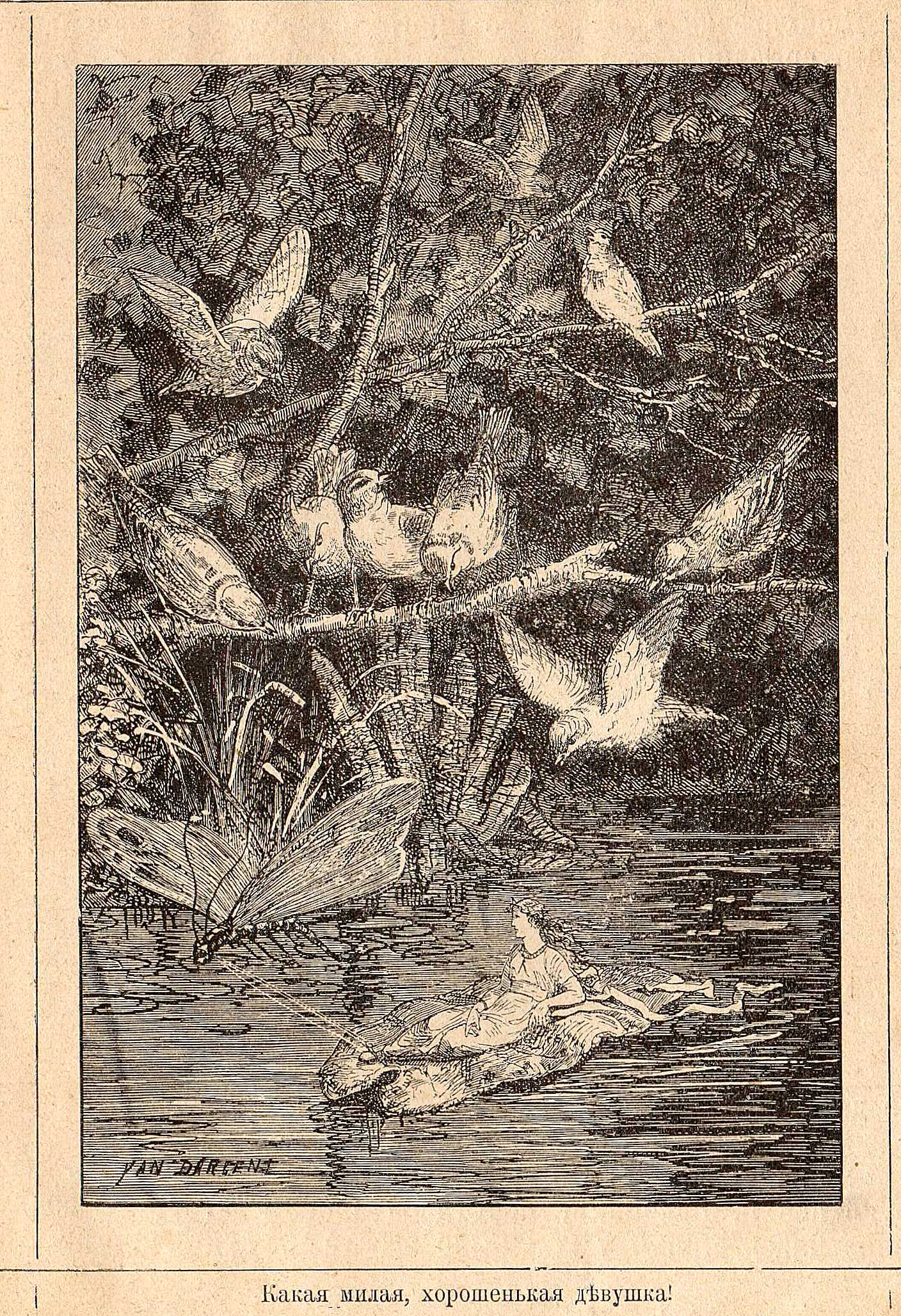
Poucette, illustration pour les contes d'Andersen.

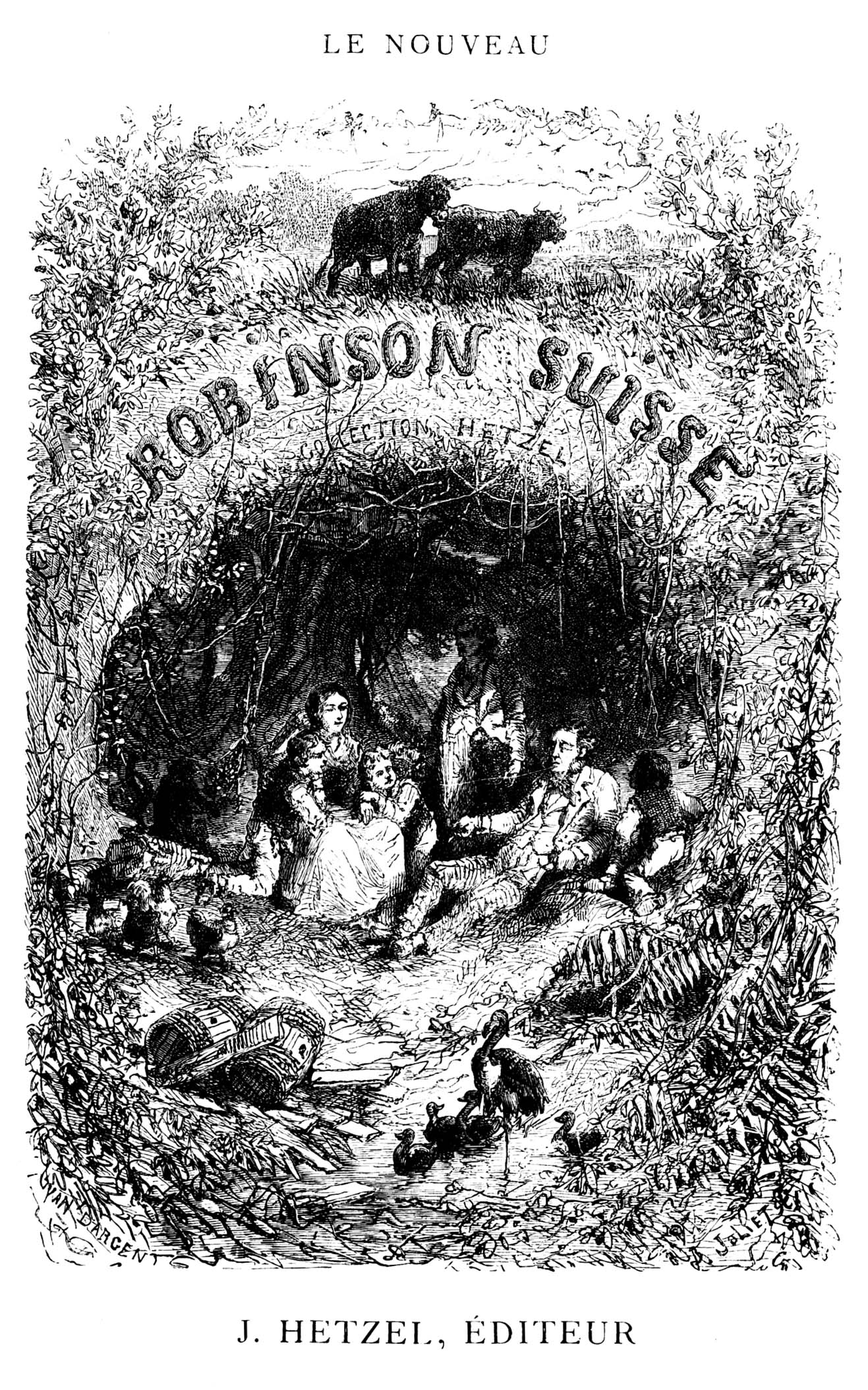
Frontispice du Nouveau Robinson suisse, gravure de Joliet d'après Yan' Dargent.

- Ancien calvaire de Killinen, près Quimper, 1893, huile sur toile, 99 × 60 cm, musée des Beaux-Arts de Quimper[9].
- Brizeux et Marie, musée d'Art et d'Histoire de Saint-Brieuc[10]
- Dahut enlevée par une lame, huile sur toile, 202 × 160 cm, localisation inconnue[réf. nécessaire].
- Légende du Folgoët, localisation inconnue[réf. nécessaire].
- La Falaise de Pen-Hir, Camaret, fusain, 96 × 57 cm, musée des Beaux-Arts de Brest.
- Le Menhir, localisation inconnue[réf. nécessaire].
- Le Soir aux grèves de Roscoff, vers 1865-1870, huile sur toile, 49 × 80,5 cm, musée des Beaux-Arts de Brest[11].
- Les Pilleurs de la mer [à Guissény], exposé au Salon de 1861, décrite notamment par Théophile Gautier[12], œuvre disparue ; il en subsiste une étude préparatoire[13].
- Le Travail[9], 1875, huile sur toile, 126 × 251 cm, musée des Beaux-Arts de Quimper[14].
- Les Lavandières de la nuit, 1861, huile sur toile, 75 × 150 cm, musée des Beaux-Arts de Quimper[9].
- L'Intempérance, vers 1870, huile sur toile, 123 × 245 cm, musée des Beaux-Arts de Quimper[9],[15].
- Mort du dernier barde, vers 1865, dessin au fusain et à la craie blanche sur papier, 56.5 x 117.5 cm musée des Beaux-Arts de Quimper[16].
- Saint Houardon, 1859, huile sur toile, 253 × 487 cm, Landerneau, église Saint-Houardon.
- Paysage à Goulven en Plounéventer, 1899, huile sur toile, 88 × 120 cm, musée des Beaux-Arts de Morlaix.
- Soir en Plounéventer, huile sur bois, Vannes, musée de la Cohue.
- À la queue de l'étang de Brézal, 1889, musée des Beaux-Arts de Rennes.
- Sauvetage à Guissény, localisation inconnue[réf. nécessaire].
- Portrait de Prosper Proux, huile sur bois, 20 × 16 cm, localisation inconnue[9].
- Un soir sur la lande, localisation inconnue[réf. nécessaire].
- Vue de La Roche-Maurice, localisation inconnue[réf. nécessaire].
- Tableaux dans l'église des Carmes, à Brest, et dans l'église de Ploudalmézeau.
- Cortège des saints personnages convergeant vers le Christ glorieux (1891-1893), peinture murale dans le chœur[17] et Saint Houardon voguant dans une auge de pierre, huile sur toile, Landerneau, église Saint-Houardon.
- Le Père Maunoir  recevant le don de la langue bretonne et Le vénérable Michel Le Nobletz prêchant à une foule en Bretagne, peintures murales, Quimper, cathédrale Saint-Corentin. À la demande de l'évêque René-Nicolas Sergent, Yan' Dargent réalise le décor du pourtour du chœur et des chapelles en utilisant la technique de la peinture à la cire et à l'huile sur enduit sec[18]. Un fonds de dessins préparatoires est conservé à Quimper au musée départemental breton.
- Présentation de Jésus au Temple, tableau préliminaire de la fresque de la nef de la chapelle Saint-Joseph à Morlaix[19].

Œuvres de Yan' Dargent
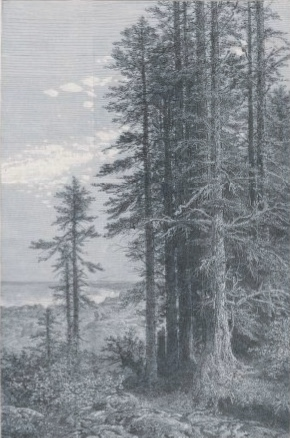
Pins à Ploudalmézeau (vers 1878), gravure d'après l'œuvre de Yan' Dargent.
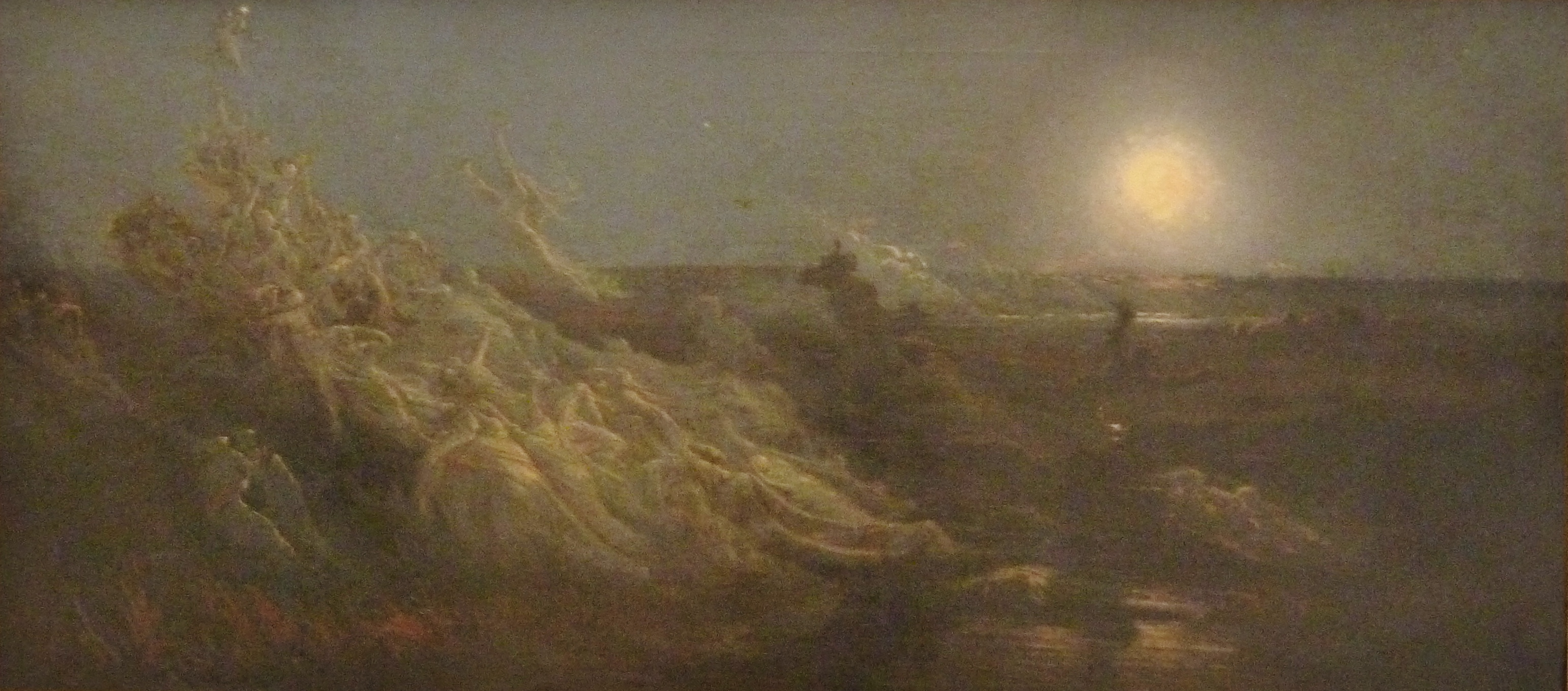
Les Vapeurs de la nuit (vers 1896), musée des Beaux-Arts de Quimper.
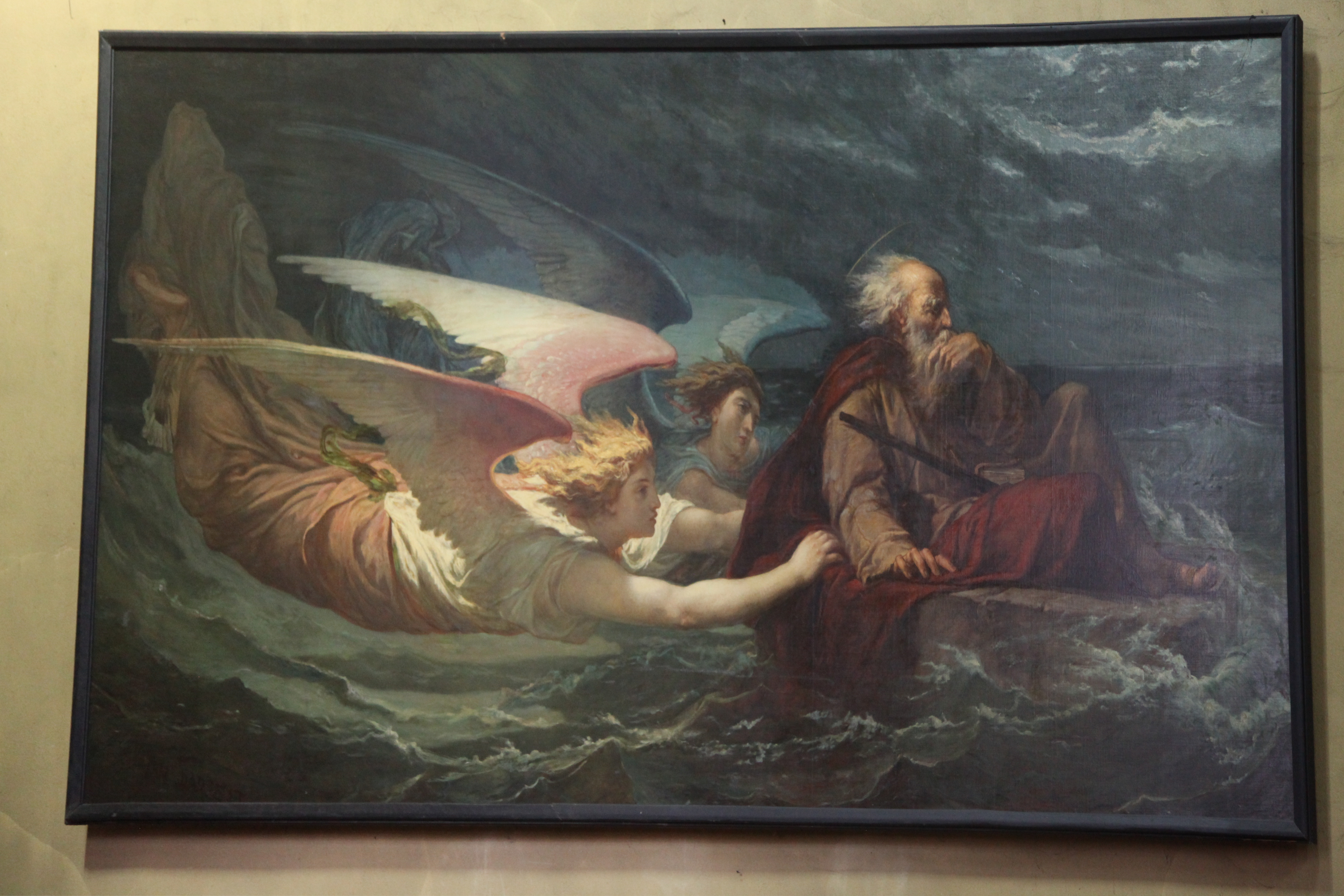
Saint Houardon, église Saint-Houardon de Landerneau.
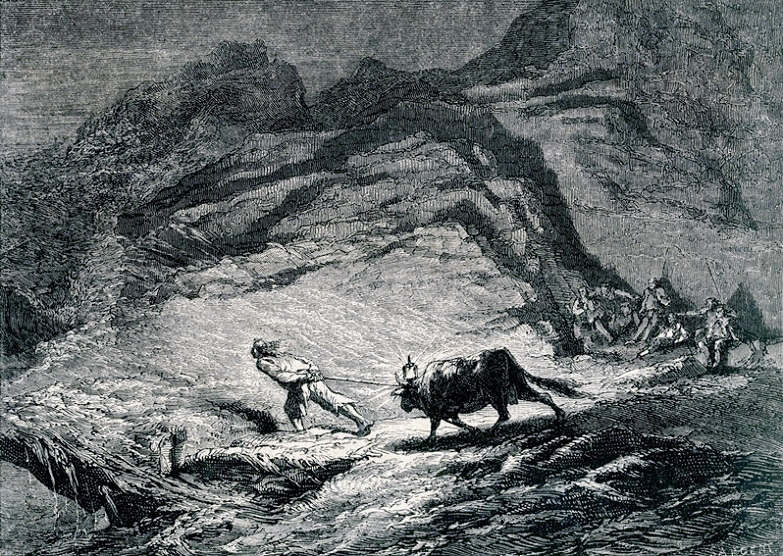
Les Pilleurs de la mer, gravure d'après l'œuvre disparue exposée au Salon de 1861.
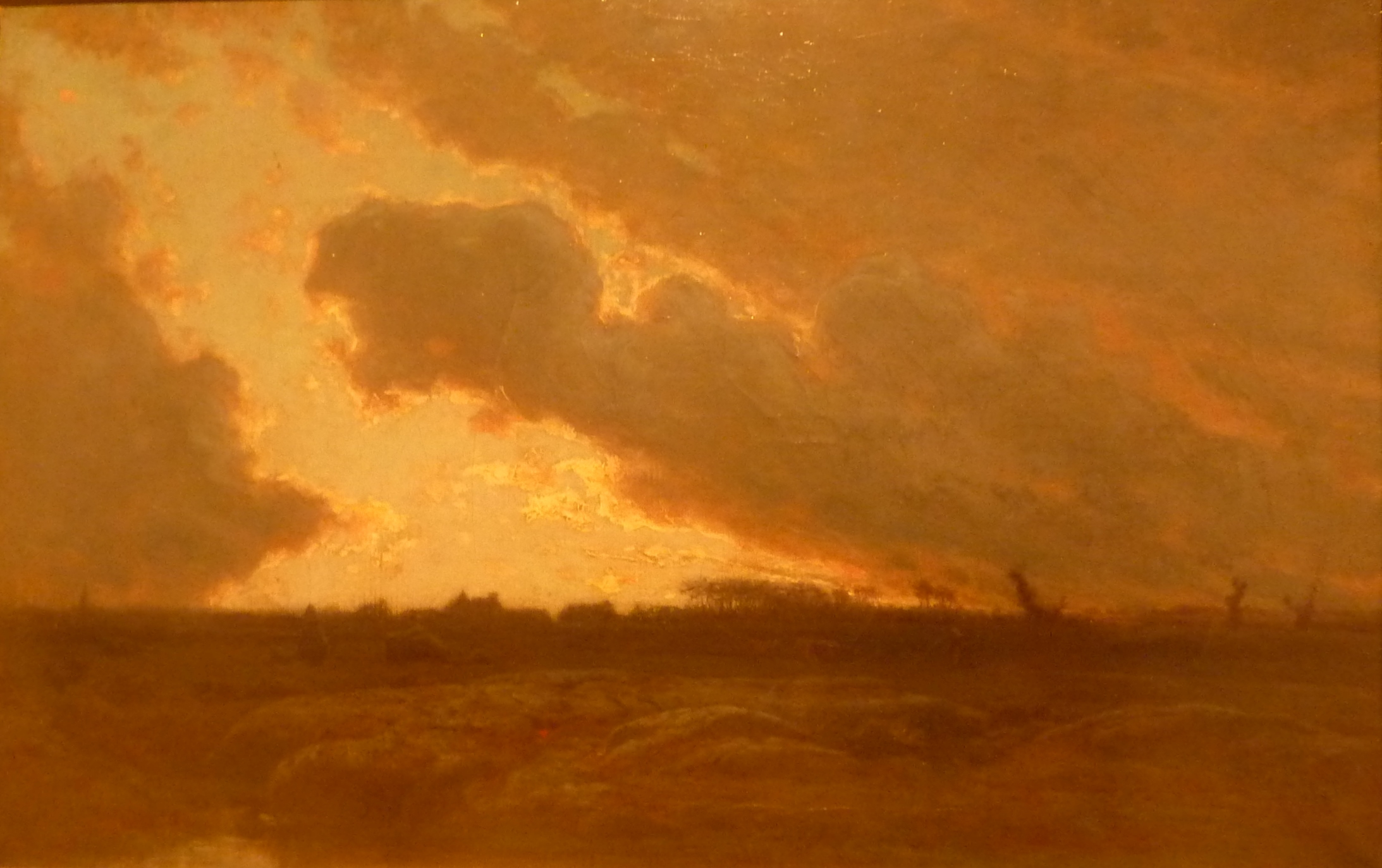
Soir en Plounéventer, Vannes, musée de la Cohue.
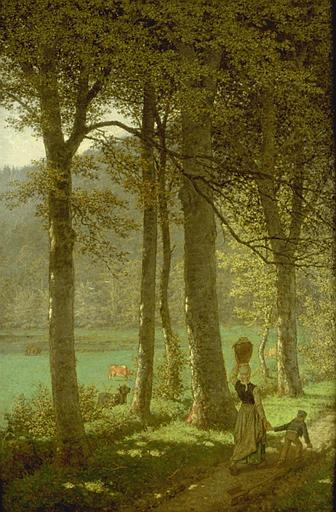
À la queue de l'étang de Brézal (1889), musée des Beaux-Arts de Rennes.

### Illustration d'ouvrages
- Christophe Colomb, éditions Palmer.
- Dante, éditions Garnier.
- Lourdes, éditions Lasserre.
- Contes des frères Grimm, éditions Garnier, 1921.
- Nouveaux contes bleus d'Édouard Lefebvre de Laboulaye, éditions Furne, Jouvet et Cie, 1868.
- Contes danois de Hans Christian Andersen, traduits par Ernest Grégoire et Louis Moland, éditions Garnier Frères, 1873.
- Nouveaux contes danois de Hans Christian Andersen, traduits par Ernest Grégoire et Louis Moland, éditions Garnier Frères, 1875.
- Les Souliers rouges et autres contes de Hans Christian Andersen, traduits par Ernest Grégoire et Louis Moland, éditions Garnier Frères, 1880.
- Le Robinson suisse, Le Nouveau Robinson suisse, de Johann David Wyss éditions Hetzel, 1866.
- L'Espace céleste, par Emmanuel Liais, éditions Garnier.
- Histoire fantastique du célèbre Pierrot d'Alfred Assollant, éditions Furne et Boivin.
- La Révolution, par Adolphe Thiers, éditions Furne et Boivin.
- Vie des Saints, par Mgr Paul Guérin, éditions Victor Palmé, 1887.
- La Vie des fleurs et des fruits, Eugène Noël, Lévy frères, Paris, 1859.
- Histoire d'un bûche, Jean-Henri Fabre, Garnier frères, 1867[20].
- Le monde des insectes, Samuel-Henri Berthoud, Garnier, 1869.
- Les Hôtes du logis, Samuel-Henri Berthoud, Garnier.
- L'Homme depuis cinq mille ans, Samuel-Henri Berthoud, Garnier, 1876.
- L'esprit des oiseaux, Samuel-Henri Berthoud, Alfred Mame, 1867[21].
- Chasses dans l'Amérique du Nord, Bénédict-Henry Révoil, Alfred Mame, 1869.

#### Catalogues d'exposition
- Yan' Dargent, Bibliothèque municipale de Brest, septembre-octobre 1976.
- Yan' Dargent, Landerneau, juin-septembre 1989.
- Yan' Dargent chez lui à Saint-Servais, Musée Yan' Dargent, été 1991.
- Les Lavandières de la nuit, Musée Yan' Dargent, été 1993.
- Yan' Dargent, Quimper, musée des Beaux-Arts, 4 décembre 1999 - 27 mars 2000, commissariat d'André Cariou.